# Técnico de sistemas
Un técnico de sistemas, es la persona encargada del mantenimiento, supervisión, reparación, creación de scripts, automatización de tareas sobre los servidores y sus sistemas operativos y aplicaciones. El programa técnico en sistemas está enfocado a que sus estudiantes estén aptos para trabajar en labores de programación, operador de centros de cómputo, copias de seguridad, mantenimiento e instalación de redes de computador, hardware, software, limpieza y diagnóstico de computadores y periféricos y otras más como personal de apoyo técnico y servicios informáticos. Esto es llevado a cabo durante un plan de estudio el cual incluye prácticas y tutorías donde se ponen a prueba dichos conocimientos.
Un técnico en sistemas puede llevar a cabo mantenimientos correctivos, preventivos y proactivos, para mejorar el rendimiento del equipo y/o mantenimiento en dispositivos de redes como enrutadores, puntos de acceso en redes alámbricas o inalámbricas. Puede dedicarse a particulares o empresas.

## Otras tareas
Es el encargado de realizar tareas como la instalación de programas esenciales para el uso cotidiano del PC, tales como editores de texto, antivirus, reproductores de audio y vídeo, sistemas operativos, juegos, navegadores y otras herramientas de trabajo. Además, está en condiciones de realizar mantenimiento preventivo y correctivo según sea el caso, puede ser para equipos informáticos de alto rendimiento (estaciones de trabajo y servidores), como para equipos de uso personal (minicomputadoras, microcomputadoras, mainframes, portátiles y tabletas), e inclusive sistemas embebidos.
También suele ser el encargado de mantener cierta seguridad en los PC de usuario, en los servidores y en la red, aplicando las medidas preventivas oportunas.
Generalmente, es un puesto intermedio entre Operador de sistemas y Administrador de sistemas.